# Saw II: Flesh & Blood
Saw II: Flesh & Blood (En español Saw 2: Carne y sangre) es un videojuego en tercera persona de tipo videojuego de terror del 2010 desarrollado por Zombie Studios y publicado por Konami para las consolas Xbox 360 y PlayStation 3. Es la secuela del videojuego del 2009 Saw: The Videogame, donde ambos se basan en el mismo universo ficticio de las películas de Saw. Su estreno fue el 19 de octubre de 2010 coincidiendo con el estreno de la séptima película de Saw 3D, una semana después.
Saw II recoge inmediatamente después del videojuego de Saw y se encuentra entre la segunda y la tercera película. Cuenta con el hijo de David Tapp, Michael, como el nuevo protagonista en la búsqueda de las pistas tras la muerte de su padre. De este modo, Michael se convierte en el objetivo del asesino Jigsaw y su aprendiz misterioso Pighead. El juego se expande técnicamente en el juego anterior, quién también utiliza el Unreal Engine 3. Las mejoras del juego incluyen también la posibilidad del utilizar el medio ambiente para luchar contra los enemigos y un sólido sistema del combate y hecho de nuevo sobre la base de la sincronización rápida y las técnicas de defensa.

## Sinopsis
Flesh & Blood se establece entre la segunda y la tercera película de la serie. El nuevo protagonista, Michael, quién es el hijo de David Tapp, comienza a buscar la causa de la muerte de su padre que finalmente lo lleva a un conflicto con los rompecabezas del asesino Jigsaw y su aprendiz Pighead. El juego de los informes, se le llevará a cabo al jugador a los numerosos lugares como los hoteles, fábricas, cloacas y otros lugares para seguir al asesino Jigsaw y encontrar las pistas detrás de la muerte de su padre David Tapp. 

### Final
Después del enfrentarse a su última víctima del cártel, el juego se retrotrae al protagonista del primer caso, Campbell, quién se quedó con la decisión temprana en el juego. Jigsaw le revela que Michael es el "extraño", cuyo el destino está en las manos del Campbell. Dependiendo de la elección del jugador que se hizo al principio del juego, hay dos posibles finales:
Si el jugador optó por la Senda de la Sangre y se guarda en el Campbell, recibirá en el ascensor y Michael se deja morir. Jigsaw luego se le enfrenta a Campbell y le dice que ahora está libre y se encuentran fuera de su hijo. Sin embargo, Campbell sufre una avería y le convence de que su hijo no puede vivir adecuadamente en el mundo con la gente como Jigsaw. Campbell se convierte en el beligerante y los ataques del Jigsaw, sólo para ser asesinado por un vuelo guadaño. Jigsaw se acerca al cadáver y murmura "Fin del juego".
Si el jugador optó por el Camino de la Carne al principio del juego, Michael va al entrar en el ascensor y una cinta se reproducirá, alegando que él y los rompecabezas son similares y que tanto como para hacer la justicia al mundo de los criminales. Entonces Michael se enfrenta a dos puertas: una lleva a Michael a la libertad y la oportunidad del utilizar la evidencia encontrada por su padre para imprimirla a la historia del Jigsaw y el cártel de la droga, la otra puerta revela el traje del Pighead y una oferta para ayudar a las personas para ver la verdad dentro de sí mismos, lo que le implica a Michael en poder convertirse en otro aprendiz del Jigsaw por lo que la elección no se le revela al jugador y se ve cómo Jigsaw lo ve desde atrás.

## Modo de Juego
Saw II conserva el mismo estilo que el del juego al primer partido, siendo el principalmente juego de tercera persona del terror y supervivencia con los elementos de la acción. Los rompecabezas de la planilla original del juego, tales como el "rompecabezas del circuito", aunque en el lugar de hacerse coincidir con el mismo color, el jugador debe coincidir con los cables del color opuesto (de rojo al amarillo y viceversa). Lockpicking le devuelve, pero utiliza un nuevo minijuego que tiene el jugador al manipular los vasos para desbloquear. Los rompecabezas del medio ambiente también se presentan de una manera nueva, como por ejemplo tener que encender la linterna en-y-fuera de las zonas determinadas para mostrar algunas claves. Al tiempo de las trampas están de la vuelta rápida, además de escopetas están colocadas detrás de las puertas, balanceando guadañas, cerrando a las paredes y suelos sueltos que se colocan a lo largo de los ciertos ambientes que el jugador pueda evitar al presionar un botón en el momento oportuno. 
Para la secuela, el sistema del combate completo fue reelaborado del juego original. Hay dos tipos del combate: cuerpo a cuerpo y con sede en los rompecabezas. La lucha contra el rompecabezas está basado que al animar al jugador a utilizar las trampas o al medio ambiente para ejecutar a los enemigos como la apertura de un hueco del ascensor como un enemigo en los cargos a matarlos. El otro tipo, el combate de cuerpo a cuerpo, consiste en el jugador con las armas o sus manos y pies para neutralizar al enemigo. La base de la lucha estará en las maniobras rápidas y las reacciones de la defensa para defender al jugador de los enemigos agresivos. El tiempo es también esencial en la lucha contra a los enemigos y neutralizarlos. Al asesinarlos, aparece Adam Faulkner, y le cuanta como sobrevivió: Cuando Amanda llega a "liberarlo" y lo ahoga, Adam se golpea la cabeza contra el retrete y la hace creer que está muerto. Amanda se va y Adam despierta.. Al ver la pístola de Zep, dispara al grillete, liberándose de la cadena. Adam escapa del baño y se encuentra con el cadáver de Tapp. Amanda vuelve y Adam al ver esto, agarra el cadáver de Zep y lo coloca en el baño.. Pero al tener prisa, le pone el grillete en el pie equivocado.
Los "Archivos del Caso" de la devolución del primer juego. El tema de los archivos son variados, pero algunos se centran en los testimonios de Tapp en su asalto a la guarida del Jigsaw y su aprisionamiento en el asilo del Whitehurst. Un nuevo coleccionable disemina por todo el juego que es el pequeño Billy, el títere de los muñecos que se puede encontrar, aunque no es necesarios. Los jugadores son capaces de resolver los rompecabezas más difíciles en las zonas del difícil acceso para obtener las muñecas. Las múltiples terminaciones están de regreso, pero esta vez los jugadores deben de completar el juego de nuevo en su totalidad para desbloquear un final diferente, debido a las decisiones tomadas durante el juego que afectan a la final.

## Desarrollo
Tras el lanzamiento del videojuego de Saw en primer lugar, Konami declaró las intenciones de convertir a la licencia de la franquicia en su próximo gran juego del survival horror de la franquicia. Basándose en la intensidad visual en el lugar del terror psicológico, Konami le sintió que tanto como Saw y su saga de supervivencia del terror de otros, Silent Hill, podrían sobrevivir sin competir los dos juntos. Los planes para una secuela fueron aún más evidentes cuando un enigmático "expediente" se colocó en el primer juego y un listado del trabajo por Internet Zombie Inc. por un grupo del enfoque que fue puesto en libertad, ambos apuntando al posible anuncio de una secuela de abril en Los Ángeles a través del comunicado de la prensa. 
El juego fue anunciado oficialmente en los jugadores de Konami Noche 2010 por un tráiler y los detalles que lo acompañaron después. El tráiler muestra expresar los rompecabezas sobre un hombre anónimo de la "Venus Fly Trap" cortando su ojo hacia fuera para recuperar una clave antes de fallar y ser asesinado. En el caso de la prensa misma, los detalles, entre ellas las nuevas configuraciones entre Saw II y Saw III, así como la historia básica del hijo de David Tapp y protagonista Michael quien investiga sobre su muerte y encuentra los rompecabezas en el camino. Martin Schneider, European Marketing & PR Director para Konami, declaró que "[el] Videojuego original de Saw le dio a los aficionados del terror y a los jugadores una nueva salida para avanzar en su género favorito, pero dejó con las ganas de más. ¡Saw 2 les dará a ellos, pero que tengan cuidado de lo que desean! Nuestra exitosa asociación con Lionsgate nos permite avanzar con el género del terror y la supervivencia, dándole a los jugadores la mirada más intensa y nunca en el universo de Saw." 
El 5 de mayo se confirmó que Saw II se mostró por Konami en la Exposición del Entretenimiento Electrónico del 2010. En el E3 2010, Tobin Bell fue anunciado para regresar a la voz del asesino Jigsaw, así como prestar su imagen al juego, y además, de los subtítulos del Flesh & Blood que se confirmaron. El juego también fue demostrado en la Convención Internacional de Cómics de San Diego del 2010 en el stand de Konami. En una entrevista, el productor Jaime Benecia declaró que todos los personajes y las líneas argumentales presentes en el juego tuvieron que ser aprobados por Lionsgate para ajustarse al cañón de las películas.

### Estreno
Saw II: Flesh & Blood fue lanzado el 19 de octubre de 2010 para la Xbox 360 y PlayStation 3, diez días antes del lanzamiento de la séptima película, Saw 3D.

## Personajes
- Jigsaw: Secuestra a cambell y michael y a otras personas confabuladas con estos, para ponerlos a prueba para ver quien sacrifica su vida por la del otro.
- Campbell: Es un adicto a las drogas ya que le enseñó lo mismo a su hijo, el cual no sabe si está vivo o no. es secuestrado por Jigsaw y es puesto a prueba por este, tiene que recorrer una serie de trampas hasta llegar al ascensor el cual se toman dos decisiones.
- Michael: Es el hijo de David Tapp (actualmente muerto), luego de su muerte, este se convierte en el blanco principal de Jigsaw, es secuestrado por este y a otras personas confabuladas con él. tendrá que recorrer todo el lugar salvando a las personas hasta llegar a un ascensor el cual se toman dos decisiones

## Recepción
Tras su liberación, Flesh & Blood ha recibido críticas mixtas. En su revisión elogió el combate mejorado y elaborado al balón parado, así como las piezas del rompecabezas del videojuego, comparándolos con el "Enigma de los Desafíos" del Batman: Arkham Asylum. Sus comentarios negativos sólo fueron el punto del control de las poblaciones pobres y los gráficos mediocres. Game Informer le dio al juego un 4.5 de 10 diciendo: "El juego no es para pulir los conceptos de la original." Antonio Gallegos del IGN le dio al juego una revisión muy negativa. En contraste con la revisión del GamesRadar, Gallegos sintió el nuevo sistema del combate que era en realidad peor que sus predecesores. Razonó los acontecimientos del tiempo rápido que roban al juego del ningún suspenso y perturbar a la atmósfera del terror, que también criticó por separado. Gallegos consideró que el juego fue mal diseñado y no le gustaban los rompecabezas difíciles, lo que le llevó a una baja puntuación de 4.5 sobre 10. 